# Бі-цікавість
Бі-допитливий або бі-цікавість — це термін для позначення людини, зазвичай гетеросексуальної, котра цікавиться або відкрита щодо сексуальної діяльності з людиною, стать якої відрізняється від статі її звичайних сексуальних партнерів. Цей термін іноді використовують для опису широкого континууму сексуальної орієнтації між гетеросексуальністю та бісексуальністю. До таких континуумів належать переважно гетеросексуальні чи переважно гомосексуальні, але їх можна самоідентифікувати, не ідентифікуючи як бісексуальні. Терміни гетерогнучкий та гомогнучкий в основному застосовуються до людей, що цікавляться, деякі автори виділяють гетеро та гомогнучкість як «бажання експериментувати із сексуальністю», що випливає з мітки бі-цікавість.

## Етимологія
За словами Мерріам-Вебстер, цей термін почав набувати популярності після 1984 року, однак «Новий словник сленгу та нетрадиційної англійської мови» та «Лексико» Оксфордських словників стверджують, що цей термін був введений у 1990 році